# 国立国語院
国立国語院（こくりつこくごいん、韓: 국립국어원、英: National Institute of Korean Language）は、大韓民国にある文化体育観光部傘下の韓国語研究機関。大韓民国の語文政策に関する研究を主に行っている。
所在地はソウル特別市江西区錦嚢花路154（傍花洞827）。

## 沿革
1984年5月10日に文教部傘下の国語研究所として発足する。1990年1月3日に文化部（現・文化体育観光部）所属となり、同年11月に国立国語研究院に名称が変更された。2004年11月11日に大統領令第18588号に基づき、国立国語院に名称が再変更された。

## 事業
- 韓国語やハングルを研究し、これらに関わる政策を立案する。
- 国語純化や外来語表記方法運用、専門用語標準化などの事業を手掛ける。
- 国内の標準語の基準となる“標準国語大辞典”を編纂する。
- ホームページ内で、ハングル正書法や標準語規定、ローマ字表記法の様な語文規定を含めて、様々な資料を提供する。